# Petr Konečný
Petr Konečný (wym. [ˈpɛtr̩ konɛt͡ʃniː]; ur. 16 lutego 1975 w Ołomuńcu) – czeski siatkarz grający na pozycji środkowego; reprezentant Czech.

## Kariera klubowa
W latach 1992–1998 był zawodnikiem czeskiego klubu VK Dukla Liberec, z którym w 2005 roku zdobył Puchar Czech. Następnie przez jeden sezon grał w belgijskim zespole VC Bilzen. W 1999 roku wyjechał do Austrii, gdzie trafił do klubu Volleyball Team Tirol. W sezonie 2001/2002 zdobył wicemistrzostwo Austrii. W 2003 roku przeszedł do francuskiego klubu Arago de Sète, z którym doszedł do finału mistrzostw Francji. Od 2008 roku jest zawodnikiem Tours VB.

## Sukcesy klubowe
Mistrzostwo Francji:
- 2010, 2012
- 2005, 2011

Mistrzostwo Austrii:
- -  2002

Puchar Francji:
- 2009, 2010, 2011, 2013

Puchar Czech:
- 1995